# Bri Bocox
Bri Bocox (26 februari 1997, Cheyenne, Wyoming) is een Amerikaanse langebaanschaatsster.

## Records

### Persoonlijke records
| Afstand    | Tijd    | Datum            | Baan           |
| ---------- | ------- | ---------------- | -------------- |
| 500 meter  | 38,40   | 6 maart 2020     | Salt Lake City |
| 1000 meter | 1.14,11 | 15 februari 2020 | Salt Lake City |
| 1500 meter | 1.57,17 | 1 februari 2020  | Milwaukee      |
| 3000 meter | 4.17,39 | 15 maart 2019    | Calgary        |

(laatst bijgewerkt: 14 december 2021)

## Resultaten
| Jaar | WK Sprint                | WK Afstanden               |
| ---- | ------------------------ | -------------------------- |
| 2019 | 22e (24e, 23e, 23e, 22e) |                            |
| 2020 |                          | 12e 1000m 6e achtervolging |

(#, #, #, #) = afstandspositie op sprinttoernooi (500m, 1000m, 500m, 1000m).